# 柬埔寨無鬚魮
柬埔寨無鬚魮（学名：Puntius tras）是輻鰭魚綱鯉形目鯉科的一個種，被IUCN列為極危保育類動物，分布於亞洲菲律賓民答那峨島拉瑙湖流域，為特有種，本魚灰色背面，腹面略白；吻藍黑色；背鰭鰭條暗色，尾部的黃色，其他的鰭無色，非常大的與寬的頭部，在吻與頭頂上的細小的白色小瘤，背鰭硬棘4枚；背鰭軟條18枚；臀鰭硬棘3枚；臀鰭軟條6枚，體長可達12.6公分，棲息在中底層水域。